# Żołtinskij
Żołtinskij (ros. Жёлтинский) – osiedle w Rosji, w obwodzie czelabińskim, w rejonie agapowskim. W 2010 liczyło 1252 mieszkańców.